# Live and Very Attractive
Live and Very Attractive je první a zatím jediné živé album skupiny Bowling for Soup. Obsahuje nejlepší písničky Bowling for Soup, k většině z nich je i videoklip. Edice obsahuje 3 disky. Dvě DVD a jedno bonusové CD z koncertů.

## Seznam skladeb
| Pořadí | Název                              | Autor                            | Délka |
| ------ | ---------------------------------- | -------------------------------- | ----- |
| 1.     | Intro                              |                                  | 0:33  |
| 2.     | My Hometown                        | Jaret Reddick                    | 2:48  |
| 3.     | Emily                              | Reddick                          | 4:10  |
| 4.     | Almost                             | Reddick, Butch Walker            | 5:33  |
| 5.     | Suckerpunch                        | Reddick                          | 4:06  |
| 6.     | High School Never Ends             | Reddick, Adam Schlesinger        | 4:48  |
| 7.     | Belgium                            | Reddick                          | 4:56  |
| 8.     | Ohio (Come Back to Texas)          | Reddick, Zac Maloy, Ted Bruner   | 6:40  |
| 9.     | The Bitch Song                     | Reddick                          | 4:23  |
| 10.    | I'm Gay                            | Reddick                          | 5:32  |
| 11.    | The Last Rock Show/Punk Rock 101   | Reddick, Walker                  | 5:58  |
| 12.    | When We Die                        | Reddick, Walker                  | 5:23  |
| 13.    | Girl All the Bad Guys Want         | Reddick, Walker                  | 7:05  |
| 14.    | 1985                               | Reddick, Mitch Allan, John Allen | 8:36  |
| 15.    | Ring of Fire ((Johnny Cash cover)) | June Carter, Merle Kilgore       | 4:27  |

## Historie vydání
| Země               | Datum            |
| ------------------ | ---------------- |
| Spojené království | 7. červenec 2008 |
| Spojené státy      | 2. září 2008     |

## Osoby
- Jaret Reddick – zpěv, kytara
- Erik Chandler – basová kytara, zpěv
- Chris Burney – kytara, zpěv
- Gary Wiseman – bicí